# Pikine
Pikine è una città del Senegal, situata nella Regione di Dakar e capoluogo del Dipartimento di Pikine.